# Kultura Dawenkou

Obszar występowania kultury Dawenkou

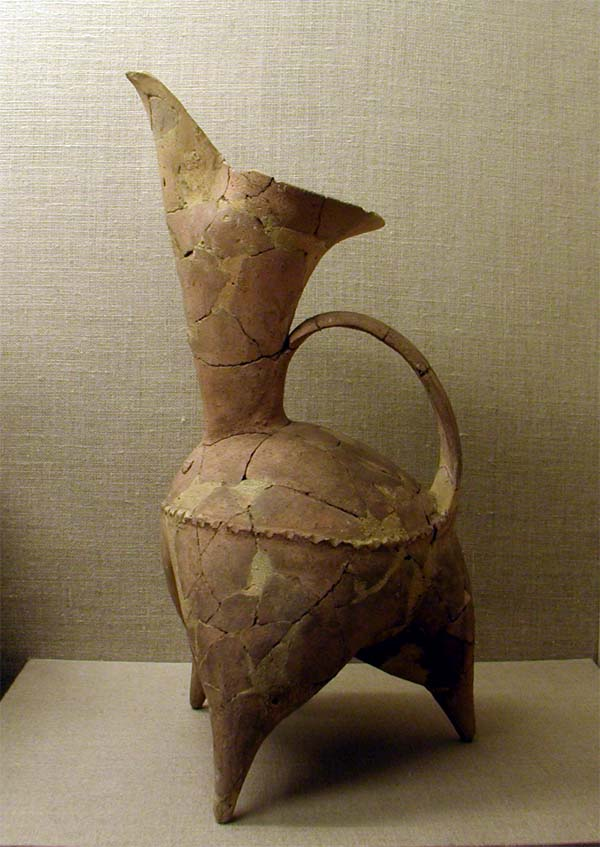
Naczynie kultury Dawenkou. Muzeum Sztuki i Archeologii przy Uniwersytecie Pekińskim

Kultura Dawenkou (chiń. 大汶口文化, Dàwènkǒu wénhuà) – nazwa nadana przez archeologów grupie neolitycznych społeczności zamieszkujących pierwotnie Shandong, ale również pojawiającej się w Anhui, Henan i Jiangsu w Chinach. Kultura istniała od 4100 p.n.e. do 2600 p.n.e., równolegle z kulturą Yangshao. Podstawę gospodarki rolnej kultury Dawenkou stanowiła uprawa prosa.
Charakterystyczne dla tej kultury były cmentarzyska z głęboko żłobionymi dołami grobowymi, w które na sam dół składano trumnę, a powyżej niej wyposażenie. Na stanowiskach grupy Dawenkou znajdowane są liczne artefakty, takie jak wazy ceramiczne w ciepłożółtym lub czerwonym kolorze, naczynia z kości słoniowej, instrumenty rytualne takie jak kołatki ze skorup żółwia, dzbany do wina w kształcie zwierząt i ptaków czy puchary na cienkich nóżkach.
Zwykle archeolodzy dzielą kulturę Dawenkou na trzy fazy: wczesną fazę (4100-3500 p.n.e.), środkową fazę (3500-3000 p.n.e.) i późną fazę (3000-2600 p.n.e.). Bazując na dowodach pochodzących z dóbr chowanych wraz ze zmarłymi, wczesna faza była bardzo egalitarna. Dla tej fazy charakterystyczne były indywidualnie projektowane puchary z długimi szyjkami (gu). Groby budowane na skalnych półkach upowszechniły się podczas późniejszej części fazy pierwszej. Podczas trwania fazy środkowej można zaobserwować postawienie na ilość a nie różnorodność przedmiotów umieszczanych w grobach. W fazie późnej drewniane trumny zaczęły pojawiać się w miejscach pochówku Dawenkou.